# Bernard Van Rysselberghe
Bernard Van Rysselberghe (Laarne, 5 de octubre de 1905-Damme, 25 de septiembre de 1984) fue un ciclista belga que fue profesional entre 1929 y 1935, consiguiendo 4 victorias, entre ellas una etapa del Tour de Francia.

## Palmarés
- 1929
  - 1.º en el Gran Premio del Mosa
  - Vencedor de una etapa en el Tour de Francia
- 1931
  - 1.º en la Burdeos-París
- 1933
  - Vencedor de una etapa en la París-Niza

## Resultats al Tour de França
- 1929. 14.º de la clasificación general. Vencedor de una etapa
- 1931. Abandona (12.ª etapa)